# フリスト・センター・フォー・ヴィジュアル・アーツ

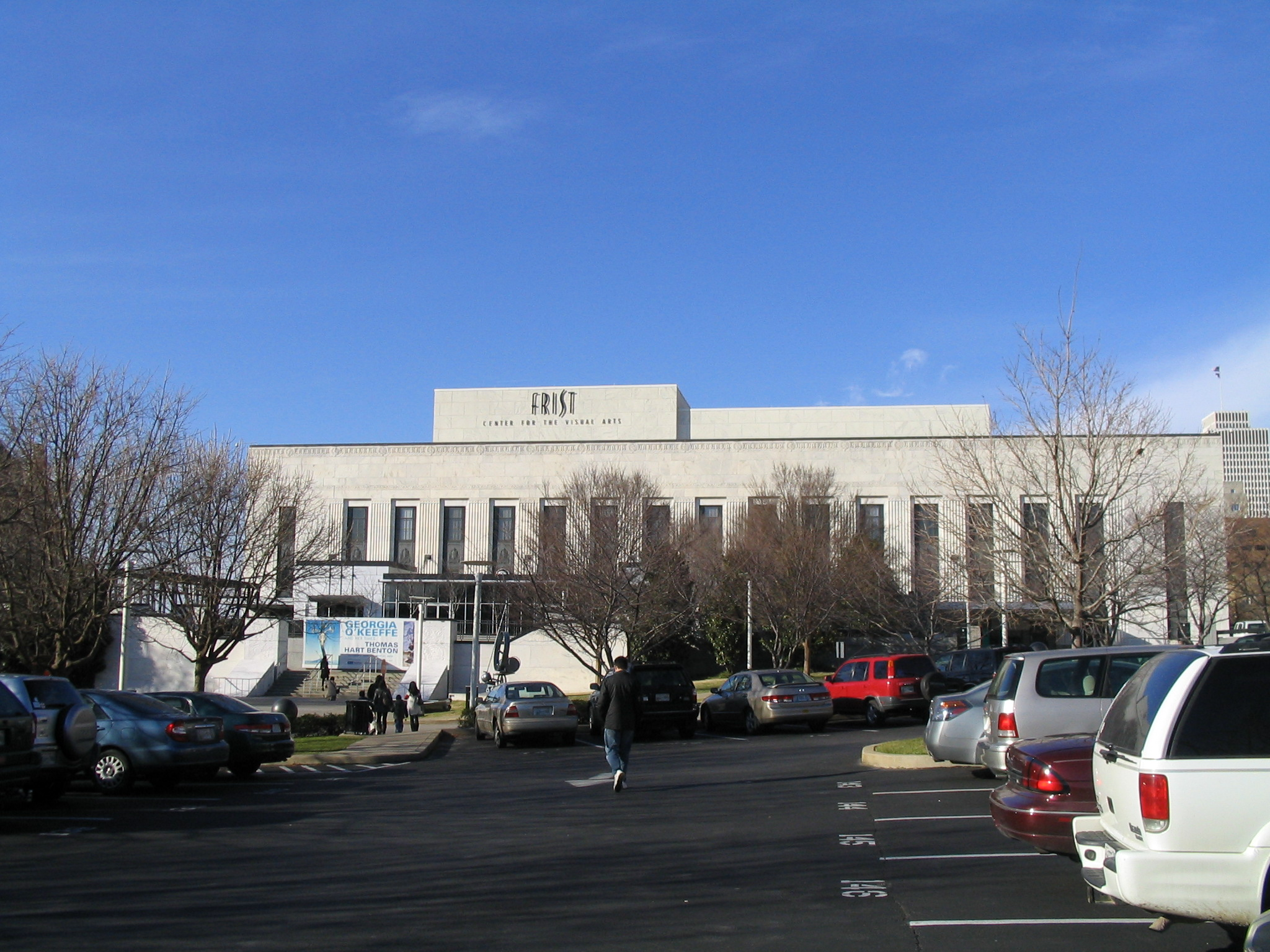
ナッシュビルのアルデコ風のフリスト・センターは、元々は町の中央郵便局だった建物を利用している

フリスト美術館（フリストびじゅつかん、英語名称:Frist Art Museum)は、アメリカ合衆国テネシー州ナッシュビルにある美術館。2018年4月にフリスト・センター・フォー・ヴィジュアル・アーツ (Frist Center for the Visual Arts) から改名された。

## 歴史
1933年から1934年、郵便が列車で運ばれていた頃、ユニオン駅の近くにマー・アンド・ホルマンにより中央郵便局として建設された。ナッシュビル市の成長に伴い、より新しい設備の必要性が顕著になってきた。1986年に別の場所に新しい郵便局本局が建てられ、それまでの建物は1階のごく一部のみがダウンタウン支局として使用されることとなった。
1990年代初頭、トーマス・F・フリスト・ジュニアと彼の親族はフリスト・ファウンデーションを通じて旧郵便局を美術館に転向させる支援をし、フリスト・ファウンデーション、アメリカ合衆国郵便公社、ナッシュビル市の公的機関と民間機関双方で実行された。1999年、ナッシュビル市は美術館創立のためアメリカ合衆国郵便公社からこの建物の所有権を得た。同年、改修された郵便局支局が地下にオープンし、2001年4月、美術館としてオープン。
ギャラリー・スペースは約24,000平方フィート (2,200 m2)あり、アメリカ国内外の著名な作品同様に地元芸術家の作品も展示される。
18歳以下無料。

## 施設
開園時間
博物館は毎日午前 4 時 30 分から午後 5 時 30 分まで開館しています。

## 展示
常設展示は行なっておらず、国内外の巡回展示を行なうことと同時に展示を作り上げることにも焦点を合わせている。
2007年の主な展示は陶芸家のシルヴィア・ハイマンの作品展であった。
2012年9月21日から2013年1月13日、キャリー・メイ・ウィームスの最初の回顧展『Thirty Decades of Photography and Video 』が行なわれた。また同時にブライアン・アルフレッドの『It's Already the End of the World 』が館内のゴードン・コンテンポラリー・アーティスト・プロジェクト・ギャラリーで行なわれた。
2012年10月19日から2013年2月10日、デトロイト美術館からドイツ表現主義のワシリー・カンディンスキー、マックス・ベックマン、エルンスト・ルートヴィヒ・キルヒナー、フランツ・マルクの絵画が展示された。